# Straßenbahn Legnica
Die Straßenbahn Legnica war ein Meterspurstraßenbahnsystem in der niederschlesischen Stadt Legnica (Liegnitz) in Polen.
Die Straßenbahn wurde Ende des 19. Jahrhunderts in der preußischen Verwaltungsstadt eröffnet und wurde nach dem Zweiten Weltkrieg von den angesiedelten polnischen Bewohnern weiterbetrieben. Durch die Stadt verkehrten drei Straßenbahnlinien, die jeweils am Hauptbahnhof begannen. Die Linien führten nach Huta, Groß Beckern und Neuhof. Der Straßenbahnbetrieb wurde 1969 eingestellt und der städtische Nahverkehr auf Busse umgestellt.

## Geschichte

### Vorgeschichte
Die Hauptstadt des Regierungsbezirks Liegnitz war eine der letzten größeren Städte in der preußischen Provinz Schlesien, die Ende des 19. Jahrhunderts noch keine Straßenbahn besaß. Seit 1882 verkehrte in Görlitz eine Pferdebahn und seit 1894 eine Dampfbahn im oberschlesischen Industriegebiet.
Im Jahr 1878 bekam Liegnitz das erste Angebot für den Bau einer Pferdestraßenbahn von einer Berliner Firma. Drei Jahre später empfahl man den Bau einer Dampf- und kurz darauf den einer Gasbahn nach dem Vorbild der Dessauer Straßenbahn. Eine Breslauer Firma bot schließlich auch die Errichtung einer elektrischen Bahn an. Die Bezirksstadt des Regierungsbezirks Liegnitz lehnte die Angebote jedoch stets aus finanziellen Gründen ab.
Am 27. April 1896 erreichte die Stadt ein attraktives Angebot der Berliner Electricitäts-Gesellschaft Felix Singer & Co. Das Unternehmen bot kostenlose Vorarbeiten für die elektrische Straßenbahn durch einen Ingenieur an. Am 10. Juni des gleichen Jahres stimmte eine Kommission, die sich aus Vertretern der Stadtverordnetenversammlung und des städtischen Magistrats zusammensetzte, dem Vertrag mit Singer zu. Am 22. Juni nahm schließlich auch die Versammlung den Vertrag an.
Die Vertreter des Unternehmens Singer unterschrieben den Vertrag am 23. Juni in Berlin und der Oberbürgermeister Ottomar Oertel sowie Bürgermeister Gayl als Vertreter der Stadt am 24. Juni. Die Stadt gab der Gesellschaft laut Vertrag die Erlaubnis zum Betrieb der Straßenbahn und überließ ihr für den Bau Straßen, Plätze und Brückenbauwerke, über die die Bahngleise führen sollten. Auch versprach die Stadt die Gesellschaft im Falle der Nutzung von privaten Gelände zu unterstützen. Die Gesellschaft verpflichtete sich laut Vertrag auf eigene Kosten für den Bau des Straßenbahnnetzes aufzukommen und für die Vertragsdauer den Betrieb von folgenden vier Straßenbahnlinien sicherzustellen:
- Ringlinie: Bahnhof – Lindenstraße – Breslauer Platz – Gartenstraße – Friedrichsplatz – Ring – Goldberger Straße – Wilhelmsplatz – Neue Goldberger Straße – Grenadier Straße – Neue Haynauer Straße – Haynauer Straße – Burgstraße – Schlossstraße – Bahnhofstraße – Bahnhof,
- Friedrichsplatz – Luisenstraße – Schützenstraße – Jauerstraße – Dornbusch,
- Breslauer Platz – Breslauer Straße – Friedhof und
- Ring – Johannisstraße – Kohlmarkt – Ritterstraße – Hedwigstraße – Lübener Straße.[1]

### Eröffnung und Betrieb bis zum Ersten Weltkrieg
Am 12. Januar 1898 konnte der bauleitende Ingenieur die Fertigstellung der Straßenbahn bekannt geben. Die landespolizeiliche Abnahme folgte am Vormittag des 18. Januar und wurde mit Feierlichkeiten begleitet. Im Rathaus hatten sich die behördlichen Vertreter versammelt und fuhren anschließend mit drei geschmückten Straßenbahnwagen, die vor der Peter-Paul-Passage warteten das Streckennetz ab. Anschließend wurde das Abnahmeprotokoll im Rathaus unterzeichnet. Am 21. Januar 1898 nahm die Straßenbahn ihren Verkehr auf und beförderte Besucher zur großen Wintergartenbau-Ausstellung. Die Straßenbahngesellschaft beschäftigte im ersten Betriebsjahr 72 Mitarbeiter.

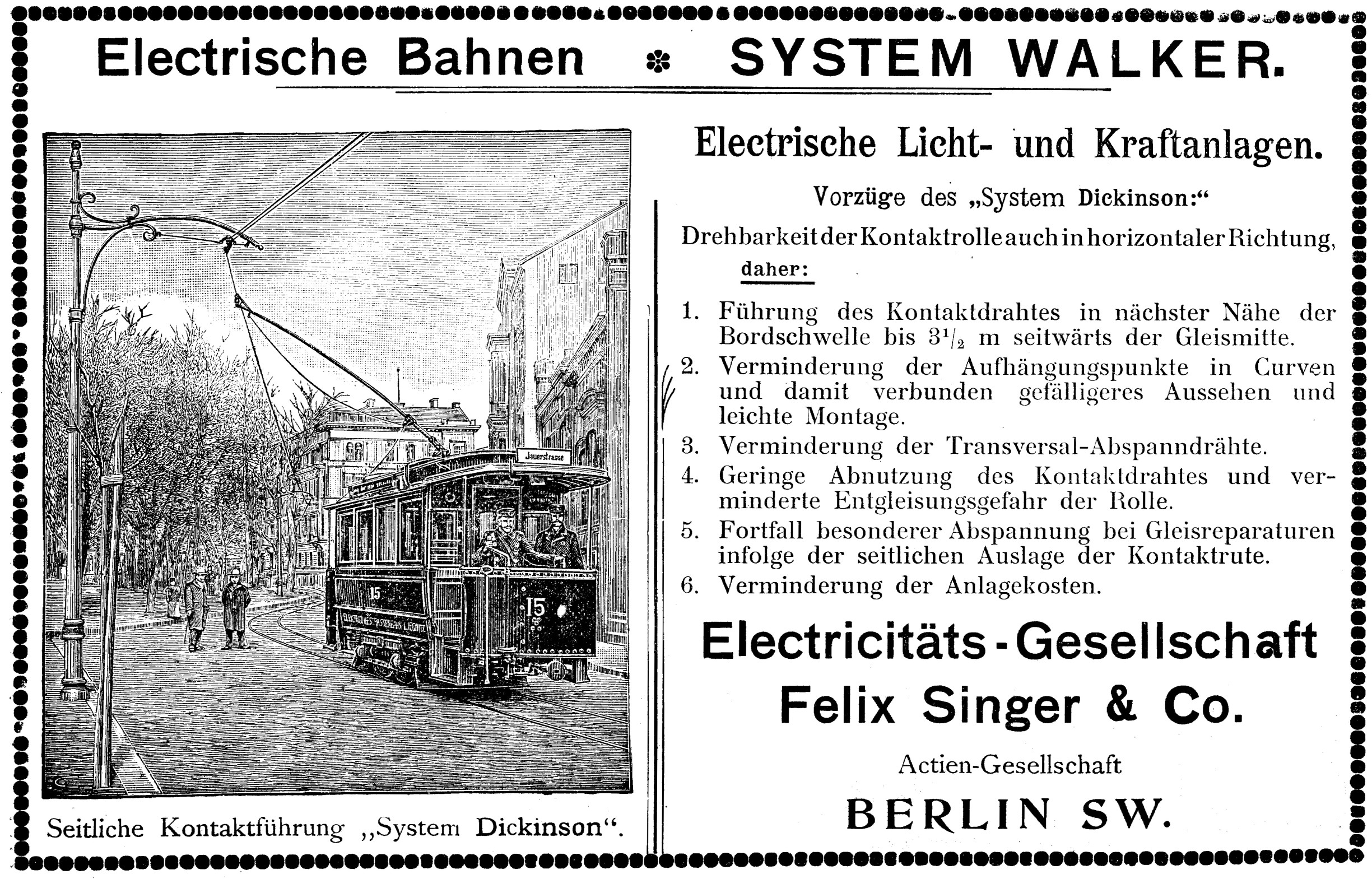
Werbeanzeige der Electricitäts-Gesellschaft Felix Singer & Co. AG aus Berlin von 1898. Mit einem Stich dargestellt ist die Straßenbahn in Liegnitz mit Motorwagen 15.

Anfangs war die Oberleitung nach dem System Dickinson realisiert, dabei konnte die Fahrleitung auch unabhängig von der Gleismitte aufgehängt werden. In Kurven konnte dadurch die Anzahl die Aufhängungen reduziert werden. Die Rollenstromabnehmer an den Bahnen waren auch seitlich beweglich. Im Jahr 1911 wurden die Dickinson-Stromabnehmer jedoch gegen Lyrabügel getauscht.
Im ersten Betriebsjahr fuhren wenige Liegnitzer mit dem neuen Verkehrsmittel. 1898 nutzten 859.000 Bürger die Straßenbahn. Bis 1902 sank die Zahl sogar bis auf 766.000 Fahrgäste. Die Stadt wuchs in den folgenden Jahren auch nicht so stark, wie es zuerst erwartet worden war. Die Einnahmen sanken von anfangs 83.000 Mark auf 73.840 Mark im Jahr 1902. Die Nordlinie zur Lübener Straße wurde am schwächsten genutzt und deshalb bereits am 31. Januar 1900 stillgelegt. Auch die restliche Linienführung erwies sich nicht als günstig. Die Betreibergesellschaft versuchte durch Anpassungen im Fahrplan die Attraktivität des Verkehrsmittels zu steigern. Auch konnte sie bei der Stadt eine Minderung der Abgaben aus den Einnahmen durchsetzen. 1903 stabilisierten sich die Nutzerzahlen und überschritten 1909 die eine Million Nutzer pro Jahr. Im Jahr 1912 nutzten 1,2 Millionen Fahrgäste die Straßenbahn. Die Gesamteinnahmen stiegen auf 118.309 Mark.
Anfangs verkehrten auf der Ringbahn die Bahnen im 7½- und auf den übrigen Strecken im 10-Minuten-Takt. Die Streckenlänge betrug 8,5 Kilometer und die Gesellschaft besaß 18 Triebwagen und fünf Beiwagen. In der Nähe des Friedhofs an der Ecke Breslauer Straße/Insterburger Straße befand sich die Wagenhalle. Zwischen 1912 und 1913 wurden die elektrischen Anlagen der Straßenbahn umgebaut. Unter anderem wurde in der Unterstation ein 600-Kilowatt-Einankerumformer der Firma SSW mit entsprechender Schaltvorrichtung aufgestellt.
Bereits seit dem Bau der Straßenbahn hatten die umliegenden Dörfer Hoffnung an das Straßenbahnnetz angebunden zu werden. Im Mai 1906 regten auch Aktieninhaber die Verbindung einiger Ortschaften mit der Stadt an. Die Gemeinde Groß Beckern stellte Zuschüsse für den Straßenbahnbetrieb in Aussicht, falls die Friedhofslinie bis in die Ortschaft verlängert würde. Die Straße nach Groß Beckern kreuzte die Bahnstrecke nach Königszelt und würde somit ein Hindernis bei der Realisierung darstellen. Aussichtsvoller war die Verlängerung der Dornbuschlinie nach Neuhof-Prinkendorf. Den ausschlaggebenden Anstoß für die östliche Erweiterung des Netzes gab schließlich die Eingemeindung des westlichen Teils von Groß-Beckern. Auf der Generalversammlung von 1909 versprachen auch der Besitzer der Zuckerfabrik Neuhof und der Landesälteste Scherzer ihre Unterstützung. Im Jahr 1911 bewilligte die Stadt das Baukapital. Im Januar des Folgejahres wurde der Vertrag über die Streckenverlängerung vom Friedhof nach Groß Beckern geschlossen. Die Strecke sollte bis zum Gasthaus auf der Ostseite der Ortschaft führen, dabei musste die Strecke die Bahnstrecke und den Granschkebach kreuzen.
Im Sommer 1913 begannen die Bauarbeiten, da die Genehmigungen erst ab Anfang des Jahres vorlagen. Bereits am 29. August 1913 wurde die Strecke baupolizeilich abgenommen und feierlich eröffnet. Die Betreibergesellschaft bot den Ehrengästen und Behördenmitarbeitern ein Frühstück im Gasthof an der neuen Endhaltestelle an. Der Gasthof trug im Volksmund auch den Namen Musentempel. Die Erweiterung der Südlinie begann bereits am 15. Dezember 1912, nachdem im Mai die vertragliche Grundlage geschaffen wurde. Die Strecke verlief zwischen Kunststraße und Auen. Am 9. Mai 1913 wurde die Strecke von der Baupolizei abgenommen und mit einem feierlichen Frühstück im Tivoli gefeiert. Die Eröffnung fand am Pfingstfeiertag statt. Für das ausgedehnte Streckennetz wurden zwei neue Triebwagen beschafft und mehrere Wagen mit einem zweiten Motor unter der verlängerten Plattform ausgestattet. Im Jahr 1914 wurden vier weitere zweiachsige, geschlossene Beiwagen beschafft.

### Zwischen den Weltkriegen
Die Ringlinie – das Prestige der Stadtverwaltung – wurde Ende der 1920er Jahre eingestellt und die Querverbindung durch die Grenadierstraße stillgelegt. Der nördliche Streckenast wurde weiter entlang der Neuen Haynauer Straße bis zur Hardenbergstraße am Bahnübergang verlängert. Der südliche Ast wurde bis zum Logauplatz erweitert. 1937 war der Ausbau des Netzes abgeschlossen.
Die Streckenlänge des zumeist eingleisigen Netzes betrug maximal 15 Kilometer. Im Jahr 1927 betrug die Länge der eingleisigen Strecken 13,16 Kilometer. Im Depot befanden sich 20 Trieb- und zehn Bei- sowie zwei Spezialwagen. Zur gleichen Zeit waren 61 Mitarbeiter bei der Gesellschaft angestellt. Es wurden 1.439.000 Fahrgäste befördert und 224.000 Mark eingenommen. 1938 betrug die Streckenlänge nur noch 11,9 Kilometer. Durch Ausweichen betrug die Gleislänge 13,9 Kilometer.
Damals gab es drei Straßenbahnlinien. Die Liniennummern wurden jedoch erst am 1. August 1940 eingeführt. Zuvor verkehrten die Bahnen ohne Liniennummer.
| Linie | Linienverlauf                                                                      | Fahrzeit in min. |
| ----- | ---------------------------------------------------------------------------------- | ---------------- |
| 1     | Bahnhof – Friedrichsplatz – Goldberger Straße – Logauer Platz                      | 11               |
| 2     | Groß Beckern – Friedhof – Breslauer Platz – Bahnhof – Burgstraße – Haynauer Straße | 31               |
| 3     | Bahnhof – Friedrichsplatz – Dornbusch – Tivoli                                     | 21               |

Die Linie 1 und 2 verkehrten im 15-Minuten-Takt, wohingegen die Züge auf Linie 3 nur im Halbstundentakt fuhren. Lediglich am Nachmittag wurde auch auf der Linie 3 im 15-Minuten-Takt gefahren. Der Fuhrpark bestand aus 18 Trieb- und 10 Beiwagen. Weitere fünf Sonderfahrzeuge dienten Gleis- und Oberleitungswartung bzw. -reparatur. Die Fahrgastzahlen hatten die Zwei-Millionen-Marke überschritten. Sie betrug 1938 2.220.054 Fahrgäste. 87 Mitarbeiter fanden bei der Straßenbahn Lohn und Brot. Die Einnahmen betrugen 267.967 Mark.
Am 17. September 1937 wurde die erste Buslinie eingerichtet. Sie verkehrte von der Posener Straße in der Gartenvorstadt im Norden bis zur Stadtrandsiedlung im Süden und war 5,4 Kilometer lang. Für die Linie wurden vier Busse gekauft. Während des Zweiten Weltkrieges fuhren die Bahnen auf allen Linien nur noch im Halbstundentakt, nun jedoch stets mit Beiwagen. Auch die Buslinie wurde zwischen Bahnhof und Gartenvorstadt eingestellt. Neben diesen Energie- und Personalsparmaßnahmen wurden auch ein Trieb- und zwei Beiwagen nach Łódź abgegeben. 1943 wurden fünf Millionen Fahrgäste gezählt.
Am 10. November des gleichen Jahres wurde die 1940 beschlossene Oberleitungsbuslinie eröffnet. Sie verkehrte zwischen Bahnhof und Siegeshöhe und wurden von zwei O-Bussen der Bauart MAN/AEG bedient. Die Linie führte über den Marienplatz, die Frauenstraße, die Goldberger Straße, den Breslauer Platz, den Friedrichsplatz und den Peter-Paul-Platz in einer Schleife durch die Innenstadt. Trotz der in großen Teilen parallelen Führung zur Straßenbahnlinie 1 musste der anfängliche Takt von 40 Minuten auf Grund der hohen Nachfrage auf 20 Minuten verdichtet werden. Außerdem wurde die Kapazität durch zwei gebrauchte Anhänger erhöht.

### Nach dem Zweiten Weltkrieg bis zur Stilllegung
Die Stadt wurde im Februar 1945 durch die Rote Armee eingenommen. Die Außenbezirke der Stadt waren in erheblichen Maße zerstört, wohingegen anfangs die Innenstadt weitgehend verschont blieb. Einige Häuser der Innenstadt fielen noch nach der Einnahme der Stadt durch Brandstiftungen oder anderweitige Zerstörungen dem Krieg zum Opfer. Die Stadt kam nach dem Krieg unter polnische Verwaltung und wurde in Legnica umbenannt.
Nach dem Krieg nahm die Straßenbahn den Verkehr wieder auf, jedoch wurde die nördliche Strecke Burgstraße (Ulica Grodzka) – Haynauer Straße (Ulica Chojnowska) stillgelegt. Auch die O-Buslinie wurde stillgelegt und die Anlagen demontiert. Der Straßenbahnbetrieb litt nach dem Krieg am generell schlechten Gleiszustand und am überalterten Wagenpark. Die Wagenhalle und Werkstätten der Straßenbahn an der Breslauer Straße waren so stark zerstört, dass sie nicht wieder aufgebaut wurden. Am Bahnhof entstand an einem Gleisstumpf der ehemaligen nördlichen Altstadtstrecke eine Freiluftwerkstatt mit Arbeitsgruben, Hebeböcken und Baracken. Teilweise dienten auch ausgemusterte Busse als Werkstätten. Das provisorische Depot war auf beiden Seiten durch Bretterzäune abgegrenzt. Das Freiluftdepot blieb bis zur Stilllegung der Straßenbahn bestehen.
In den 1950er Jahren wurde der komplette alte Wagenpark stillgelegt und durch 16 deutsche und polnische Kriegsstraßenbahnwagen (KSW) sowie acht KSW-Beiwagen ersetzt. Im Jahr 1952 entstand eine Gleisschleife durch die Innenstadt vom Bahnhof über den Marienplatz zum Breslauer Platz. Kurz darauf wurde die Linie 1 über die Siegeshöhe und die sogenannte Halbe Meile bis zum Vorort Huta verlängert. Die Straßenbahnlinie 3 musste aufgrund von Schäden an der Brücke über die Katzbach um einige 100 Meter verkürzt werden.

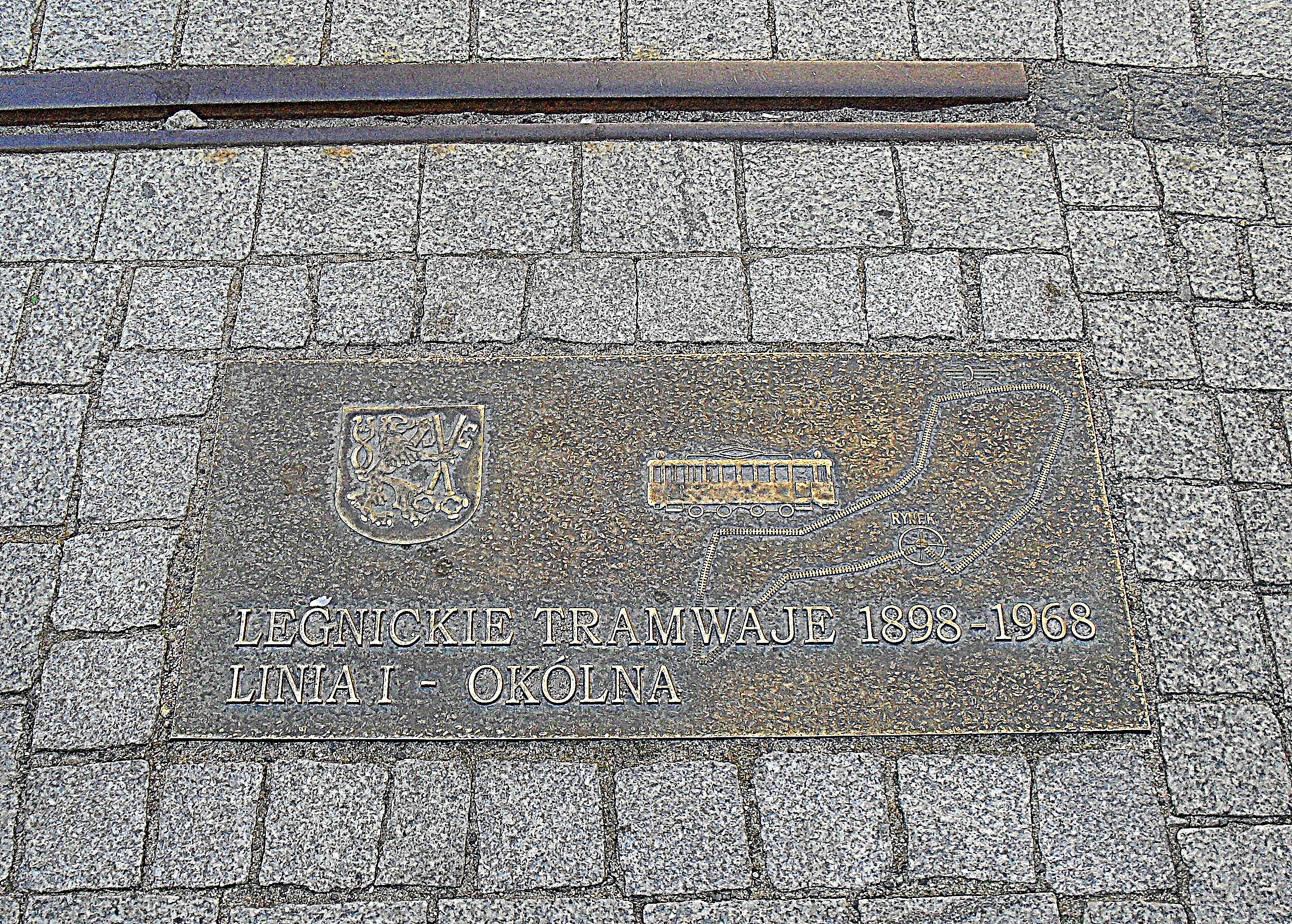
Gedenkplatte im Pflaster

Vor der Einstellung der Straßenbahn fuhren in Legnica drei Buslinien, die zum Großteil die vor und nach dem Krieg stillgelegten Straßenbahntrassen bedienten. Bis zur Stilllegung des Straßenbahnbetriebs am 9. März 1969 verkehrten drei Straßenbahnlinien im 10-Minuten-Takt mit je drei Kursen auf folgenden Linien:
| Linie | Linienverlauf |
| ----- | --- |
| 1     | Bahnhof – Plac Wilsona (Breslauer Platz) – Plac Słowiański (Friedrichsplatz) – Ulica Złotoryjska (Goldberger Straße) – Plac Łużyckiego (Logauer Platz) – Siegeshöhe – Huta (Kupferhütte) |
| 2     | Piekary Wielkie (Groß Beckern) – Friedhof – Plac Wilsona (Breslauer Platz) – Bahnhof |
| 3     | Bahnhof – Plac Wilsona (Breslauer Platz) – Plac Słowiański (Friedrichsplatz) – Dornbusch – Nowe Dwory-Przybków (Neuhof-Prinkendorf)                                                      |